# Emídio de Sousa Sancho
Emídio de Sousa Sancho (Lisboa, 10 de Julho de 1934 — 29 de Março de 2022), foi um médico português, que se destacou pelo seu contributo no campo da pediatria.

## Biografia
Nasceu em 10 de Julho de 1934, na Maternidade Alfredo da Costa, em Lisboa, filho de Joaquim José Sancho e de Rosinha Sancho. A sua família era originária de São Brás de Alportel, e estava sedeada em Alhos Vedros, onde estava ligada à indústria corticeira. Durante a sua infância esteve principalmente no Barreiro, em Algés e em Alhos Vedros, até que em 1945 a família regressou a São Brás de Alportel, por motivos de doença do pai, tendo-se fixado em Balsa, no Poço dos Ferreiros. O seu pai faleceu em Fevereiro de 1949, sendo nessa altura presidente da Câmara Municipal de São Brás de Alportel. Emídio Sancho fez os estudos secundários no Colégio Algarve, em Faro, e entre 1945 e 1955 foi aluno no curso de Medicina da Universidade de Coimbra. Esteve integrado no Orfeão Académico, onde substituiu José Afonso.
Em 1961 concluiu a sua formação em medicina na Universidade de Coimbra, e nesse ano foi mobilizado para o exército, tornando-se médico de companhia no Batalhão 141, em Damba. Trabalhou no Hospital da Damba, em Carmona entre Fevereiro de 1962 e Setembro de 1963. Em conjunto com o Dr. Granado e o pessoal daquela unidade de saúde, formou um pequeno serviço de pediatria ambulatória, que poderá ter sido o primeiro na história de Portugal. Ainda em 1963 regressou a Coimbra, onde esteve na Especialidade de Pediatria nos Hospitais da Universidade entre Setembro daquele ano e Dezembro de 1967. O seu exame final foi feito em Dezembro de 1967, na Ordem dos Médicos, tendo sido aprovado por unanimidade, com louvor. Fez parte do grupo dos primeiros especialistas de pediatria em Portugal, ensinados por Nicolau da Fonseca.
Nesta altura já trabalhava como médico, tendo um consultório na povoação de Torres do Mondego, num edifício adaptado pelos habitantes, sendo conhecido pelos colegas como o pediatra rural. Em 29 de Outubro de 1968 foi um concorrentes ao Plano de Fixação de especialistas à Periferia, onde foi colocado no Hospital de Loulé, tendo vindo para o Algarve ainda nesse ano, com a esposa e os dois filhos. Devido à ausência de um departamento específico de pediatria no antigo Hospital de Faro, e a atitude conservadora do corpo clínico, foi impedido de exercer naquela unidade hospitalar. Em 1968 formou um consultório privado de pediatria em Faro, onde aplicou as informações aprendidas em Coimbra e nos seus estágios em Barcelona. Este consultório teve um grande sucesso, tendo funcionado durante cerca de 47 anos.  Foi o primeiro médico especializado em pediatria a operar na região, e só posteriormente é que dois outros médicos, colegas de Emídio Sancho, conseguiram formar um serviço de consulta externa de pediatria no Hospital de Loulé. Em 1971 colaborou com o médico João Dias, no sentido deste vir de Alcoutim para São Brás de Alportel, para assumir um programa de saúde pioneiro no novo hospital daquela vila. Nos finais da década foi construído um novo hospital em Faro, com a colaboração de Emídio Sancho, que ali começou a trabalhar em 1981, tendo fundado o serviço de consulta externa de Pediatria. Foi neste período que casou pela segunda vez, tendo tido uma terceira filha, Rosa Sancho.
Como parte do seu interesse pelo tema da pediatria ambulatória, participou em várias reuniões científicas a nível nacional e internacional, como as Jornadas Internacionais de Pediatria de Sevilha, em 1969, e a a sétima edição do Congresso nacional de Pediatria, em 2004. Manteve ligações regulares com várias organizações nacionais e estrangeiras, incluindo a Sociedad Española de Pediatria Extra-Hospitalaria, a Sociedad Española de Pediatria, a Sociedad Española de Pediatria de Atención Primária, e a Société Europeénne de Recherche em Pédiatrie Ambulatoire posteriormente conhecida como European Confederation of Primary Care of Pediatricians. Foi responsável pela fundação da Associação de Pediatria Ambulatória do Sul, em 16 de Abril de 1999, e, em conjunto com Nicolau da Fonseca, da Secção de Pediatria Ambulatória da Sociedade Portuguesa de Pediatria. Também exerceu como presidente em ambos os órgãos. Participou n
Trabalhou no Hospital de Faro até 2010, e no consultório até 2014, tendo-se depois retirado para a Quinta da Balsa. Faleceu em 29 de Março de 2022, aos 87 anos de idade. O executivo municipal de São Brás de Alportel emitiu um voto de pesar pela sua morte, que foi considerada como «uma irreparável perda para a medicina no Algarve». O seu falecimento também foi lamentado pela Sociedade Portuguesa de Pediatria, que o recordou como uma «uma figura paternal na pediatria ambulatória», que «sempre incentivou os especialistas mais novos a fazer investigação e a apresentar os seus trabalhos científicos».